# Aucklandella novazealandica
Aucklandella novazealandica là một loài tò vò trong họ Ichneumonidae.